# Braslovče
Braslovče är ett samhälle och en kommun belägen i centrala Slovenien. Kommumen har 5 523 invånare (2019) och samhället med samma namn har 371 invånare.

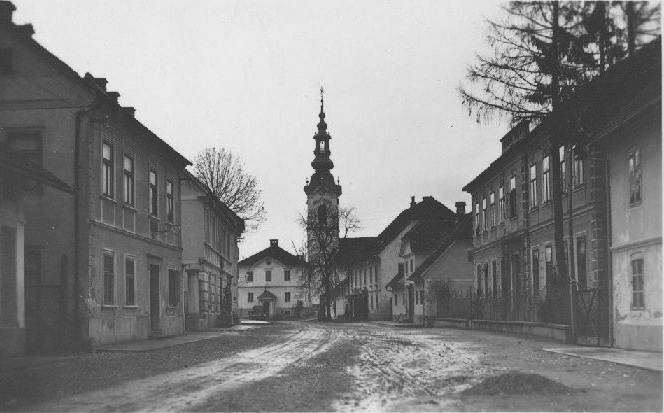
Vykort från Braslovče